# Up the Creek (film, 1958)
Pour plus de détails, voir Fiche technique et Distribution.
Up the Creek est un film britannique réalisé par Val Guest, sorti en 1958.

## Synopsis
Le lieutenant Humphrey Fairweather est un officier de marine bien intentionné mais passionné par les fusées, ce qui est à l'origine de plusieurs accidents. Il est affecté à un endroit où ses supérieurs espèrent qu'il causera moins de dégâts. On lui confie le commandement du HMS Berkeley, qui n'a pas eu d'officier supérieur depuis plusieurs années. Le navire est amarré près du village de Meadows End, sur la côte du Suffolk. Il découvre que le navire est en fait entre les mains du bosco, le premier maître Dogerty. Avec l'équipage, il dirige plusieurs entreprises rentables, dont une blanchisserie, la revente de rhum et de cigarettes de la Royal Navy au pub local, le Pig and Whistle, ainsi que la confection de tartes et de pâtisseries aux villageois. Ils élèvent aussi des cochons et des poules. Après que le naïf Fairweather y ait été impliqué à son insu, il est soumis à un chantage pour les couvrir. Mais quand un amiral fait une inspection surprise, tout est découvert. Alors qu'il les harangue avec colère, l'amiral Foley lance accidentellement la fusée expérimentale de Fairweather et le navire est coulé. En raison des liens de Fairweather avec l'Amirauté et du fait que le Berkeley a été le premier commandement de l'amiral Foley, Fairwather n'est pas envoyé devant la cour martiale. Au lieu de cela, il est promu capitaine de corvette et affecté à Woomera où il pourra poursuivre ses recherches en matière de fusées, accompagné de Susanne, la séduisante Française qu'il a rencontrée au pub. L'équipage du navire est affecté à un autre navire, le HMS Incorruptible.

## Fiche technique
- Titre original : Up the Creek
- Réalisation : Val Guest
- Scénario : Val Guest, Len Heath, John Warren
- Direction artistique : Elven Webb, Ward Richards
- Photographie : Arthur Grant
- Son : George Adams
- Montage : Helen Wiggins
- Production : Henry Halstead
- Société de production : Henry Halstead Productions
- Société de distribution : Warner Bros.
- Pays de production :  Royaume-Uni
- Langue originale : anglais
- Format : Noir et blanc  — 35 mm — 2,35:1 — son mono
- Genre : Comédie
- Durée : 83 minutes
- Dates de sortie : Royaume-Uni : 13 mai 1958

## Distribution
- David Tomlinson : Lieutenant Humphrey Fairweather
- Peter Sellers : Premier maître Doherty
- Wilfrid Hyde-White : Amiral Foley
- Vera Day : Lily
- Liliane Sottane : Susanne
- Tom Gill (en) : l'aide de camp
- Michael Goodliffe : Nelson
- Reginald Beckwith : le patron du pub